# Potergus filiformis
Potergus filiformis is een keversoort uit de familie dwergkniptorren (Throscidae). De wetenschappelijke naam van de soort werd in 1871 gepubliceerd door Henri Achar de Bonvouloir.